# Johann Caspar von der Heyden
Johann Caspar von der Heyden (* 9. August 1740 auf Steinbusch; † 11. September 1807 auf Kremlin) war ein preußischer Generalmajor.

## Leben

### Herkunft
Seine Eltern waren der Herr auf Richlich (Kreis Czarnikau) Johann Adolf von der Heyde(n) und dessen Ehefrau Abigail Judith, geborene von Krockow.

### Militärkarriere
Heyden besuchte ab dem 11. Oktober 1752 das Kadettenhaus in Berlin und trat am 1. Januar 1757 als Gefreitenkorporal in das Dragonerregiment „von Blanckensee“ der Preußischen Armee ein. Während des Siebenjährigen Krieges kämpfte er in den Schlachten bei Prag, Kolin, Breslau, Leuthen, Zorndorf, Hochkirch, Liegnitz, Torgau sowie in der Schlacht bei Reichenbach. In der Zeit wurde er am 28. August 1758 Fähnrich und am 3. April 1760 Sekondeleutnant.
Nach dem Krieg wurde Heyden am 4. Oktober 1772 Premierleutnant. 1778/79 nahm er am Bayerischen Erbfolgekrieg teil, wo er sich im Gefecht bei Brüx auszeichnen konnte. Am 4. November 1778 avancierte er zum Stabskapitän sowie am 22. Juni 1789 zum Major. In dieser Eigenschaft erfolgte am 5. November 1792 seine Ernennung zum Eskadronchef. Während des Ersten Koalitionskrieges kämpfte Heyden bei der Kanonade von Valmy, im Gefecht am Kettricher Hof, den Schlachten bei Pirmasens und Kaiserslautern sowie in den Gefechten bei Zweibrücken und Johanniskreuz. Für sein Verhalten erhielt Heyden am 21. August 1793 den Orden Pour le Mérite.
Am 13. Juni 1798 wurde er Oberstleutnant, stieg am 21. Mai 1799 zum Oberst und erhielt am 6. Mai 1803 das Kommando über das Regiment. Heyden machte noch die Mobilmachung mit, aber er war körperlich am Ende. Am Beginn des Vierten Koalitionskrieges erhielt er daher am 22. Februar 1806 seine Demission mit dem Charakter eines Generalmajors und einer Pension von 800 Talern. Er starb am 11. September 1807 auf Kremlin (Kreis Soldin).

### Familie
Heyden erhielt am 3. Februar 1778 die königliche Erlaubnis Karoline Wilhelmine Helene von Belling (* 19. Oktober 1755; † 25. Februar 1813) zu heiraten, aber nur unter der Bedingung, dass sie als Witwe keine Pension bekommt. Das Paar hatte folgende Kinder:
- Christian Adolf Ludwig Gottlieb (* 10. März 1785; † 5. Januar 1847)
- Friedrich Wilhelm (* 15. Juni 1787; † 15. November 1847), Rittmeister im 8. Husaren-Regiment ⚭ 1821 Karoline Mathilde Isenburg (* 6. Dezember 1803; † 24. Dezember 1882)